# نظريات مؤامرة إطلاق النار في مدرسة ساندي هوك الابتدائية
وقع إطلاق النار على مدرسة ساندي هوك الابتدائية في 14 ديسمبر 2012، في نيوتاون، كونيكتيكت. أطلق الجاني، آدم لانزا، النار على والدته قبل أن يقتل 20 طالبًا وستة موظفين في مدرسة ساندي هوك الابتدائية، وانتحر لاحقًا. روج عدد من الشخصيات المتطرفة لنظريات المؤامرة التي تشكك أو تجادل بما حدث في ساندي هوك. ادعى العديد من منظري المؤامرة، على سبيل المثال، أن المجزرة دبرتها الحكومة الأمريكية كجزء من مؤامرة متقنة للترويج لقوانين أكثر صرامة للتحكم في الأسلحة.
نظرية المؤامرة الأكثر شيوعًا، التي تبناها بدايةَ جيمس إتش. فيتزر وجيمس تريسي وآخرون، وعممها ألكس جونز، أنكرت أن المجزرة قد حدثت بالفعل، مؤكدة أنها مزيفة. وصف فيتزر وتريسي المجزرة بأنها تمرين تدريبي سري شارك فيه أعضاء من سلطات إنفاذ القانون الفيدرالية والمحلية، ووسائل الإعلام الإخبارية، وممثلين الأزمات، وزعموا أنها صممت على غرار عملية الحرم الجامعي المغلق، وهي تدريبات إطلاق نار في مدرسة في ولاية أيوا ألغيت في عام 2011 وسط التهديدات والاحتجاجات العامة. وصف جونز حادثة إطلاق النار بأنها «اصطناعية، ومزيفة تمامًا مع ممثلين؛ من وجهة نظري، [...] وقد ظهرت جرأتهم في أنهم استخدموا ممثلين بوضوح».
لا يوجد دليل يدعم نظريات المؤامرة، التي تقدم عددًا من الادعاءات غير المعقولة. علاوة على ذلك، فإن العديد من نظريات المؤامرة المتعلقة بساندي هوك تتعارض مع بعضها البعض. نشر عدد من المصادر مقالات تكشف زيف الادعاءات المختلفة التي طرحها منظرو المؤامرة. في عام 2018، رفع والدا العديد من الأطفال الذين قُتلوا في حادث إطلاق النار في ساندي هوك دعوى قضائية ضد جونز ومؤلفين آخرين لمقاطع فيديو المؤامرة بتهمة التشهير، متهمين إياهم بالانخراط في حملة «تأكيدات كاذبة وقاسية وخطيرة». في عام 2019، تراجع جونز عن موقفه وقال إن المجزرة حقيقية.

## ادعاءات المؤامرة

### مشاركة حكومة الولايات المتحدة
يدعي بعض منظري المؤامرة أن إطلاق النار كان خدعة وعملية علم كاذبة نظمتها حكومة الولايات المتحدة. يقول آخرون إن الهجوم استخدمه السياسيون لدفع تشريع جديد للتحكم في الأسلحة، أو لاضطهاد مالكي الأسلحة والناجين.
نُقل عن المحامية وطبيبة الأسنان أورلي تايتز -التي اشتهرت بترويجها لنظريات مؤامرة باراك أوباما (بيرثر)- أنها تسأل «هل خدِر آدم لانزا ونوِم مغناطيسيًا من قبل معالجه لجعله آلة قتل، ليستخدمه النظام التواق إلى أخذ جميع وسائل الدفاع عن النفس من الناس قبل الانهيار الاقتصادي كذريعة؟»
كتب مقدم البرنامج الحواري كلايد لويس: «ألا تجد أنه من المثير للاهتمام أن آدم لانزا، مطلق النار المزعوم في ساندي هوك، استيقظ يومًا ما وقرر إطلاق النار على مدرسة وقتل الأطفال وفي الوقت نفسه تقريبًا أخبر باراك أوباما الأمم المتحدة أنه سيوقع معاهدة الأسلحة الصغيرة؟»
وفقًا لموقع لايف ساينس: «لا أحد، بغض النظر عن جانب قضية التحكم في الأسلحة، يمكنه إنكار أن الأسلحة لعبت دورًا رئيسيًا في عمليات القتل في ساندي هوك. لذلك يجب على منظري المؤامرة بدلًا من ذلك تحدي الادعاء القائل بأن الهجوم وقع. إنهم يعتقدون أن الأمر كله خدعة لإخافة الناس لدعم المزيد من التحكم في الأسلحة وخطوة نحو الإلغاء التام للتعديل الثاني». وجدوا أيضًا أن الغالبية العظمى من الأدلة التي استخدمها منظرو المؤامرة لدعم فكرة أن ما حدث في ساندي هوك خدعة متناقضة. فند موقع سنوبس.كوم عدة مزاعم عن تورط حكومة الولايات المتحدة المزعوم في إطلاق النار.

### عملية الحرم الجامعي المغلق
زعم فيتزر وتريسي وآخرون أن إطلاق النار كان تدريبًا سريًا وصُمم على غرار عملية الحرم الجامعي المغلق، وهو تدريب «كامل الطيف» على إطلاق النار في المدارس بمشاركة وزارة الأمن الداخلي، ووكالات إدارة الطوارئ في ولاية أيوا، وشرطة الولاية والشرطة المحلية، ومحامي الادعاء، ومشغلي راديو الطوارئ، والعاملين الطبيين في حالات الطوارئ، وصانعو القوالب، والأطباء المحليين والمستشفيات، والصليب الأحمر، والفاحصين الطبيين، ومراسلي وسائل الإعلام الإخبارية، وممثلين الأزمات، والتي ألغيت في عام 2011 وسط التهديدات والاحتجاجات العامة.

### ادعاءات بثها التلفزيون الإيراني
روجت قناة برس تي في، وسيلة إعلام رسمية في إيران، لنظريات مؤامرة معادية للسامية مختلفة تلقي اللوم على «فرق الموت الإسرائيلية» في إطلاق النار. أجرى تلفزيون برس تي في مقابلة مع جوردون داف، كاتب موقع قدامى المحاربين اليوم، الذي نقل عن مايكل هاريس، المرشح الجمهوري السابق لمنصب حاكم ولاية أريزونا، زعمه وجود «فرق الموت الإسرائيلية». ارتبط هاريس علنًا بجماعات النازيين الجدد في الماضي وزعم سابقًا أن إسرائيل كانت مسؤولة عن هجمات 2011 في النرويج. أكد داف أن الهجمات كانت عملًا من أعمال «الانتقام» للتهدئة المحسوسة للعلاقات الإسرائيلية الأمريكية في عهد الرئيس أوباما، خاصة كرد فعل على قرار أوباما ترشيح السناتور السابق تشاك هيغل، المنتقد لإسرائيل، لمنصب وزير الدفاع الأمريكي. في بث آخر من قبل برس تي في، ادعى منكر محرقة اليهود جيمس إتش. فيتزر أن المجزرة «يبدو أنها كانت عملية نفسية تهدف إلى إثارة الخوف في قلوب الأمريكيين» ونفذها «عملاء إسرائيل».
ذكرت صحيفة واشنطن بوست أن المزاعم التي بثتها قناة برس تي في تحتوي على عدد كبير من «المغالطات المنطقية الواضحة» النموذجية للدعاية الإيرانية، والتي «تتمتع بسمعة طيبة في القصص التحريضية المعادية لإسرائيل ونظريات المؤامرة الجامحة». كتبت صحيفة أتلانتيك أن القصة «تلعب بشكل واضح على أسوأ مخاوف أولئك الذين يؤمنون بالعصابات اليهودية السرية التي تدير العالم، لكنها محاولة مثيرة للشفقة للتشهير، حتى بالنسبة لإيران».

### متآمرين إضافيين
اقترح بين سوان، مذيع الأخبار في سينسيناتي في قناة دبيلو إكس آي إكس تي في التابعة لشركة فوكس، على قناته الشخصية على يوتيوب أن آدم لانزا كان برفقة مطلق نار آخر، وقد أدلى بادعاءات مماثلة حول إطلاق النار في أورورا، وإطلاق النار في معبد للسيخ في ويسكنسن في وقت سابق من عام 2012. ادعى منظرو المؤامرة الآخرون أن ما يصل إلى أربعة رماة كانوا حاضرين.
لا يوجد دليل موثوق به لوجود أي رماة إضافيين في الحادثة. قد تكون بعض هذه التقارير متأثرة بالتقارير الإخبارية المبكرة المرتبكة للأحداث.

### العلاقة بفضيحة ليبور
ركزت نظريات المؤامرة الأخرى على الادعاء بأن والد آدم لانزا كان مديرًا تنفيذيًا في جنرال إلكتريك للخدمات المالية. وفقًا لهذه النظريات، كان من المفترض أن يشهد والد لانزا أمام اللجنة المصرفية بمجلس الشيوخ بمعلومات حول فضيحة ليبور. مع ذلك، لم يحدد موعد لمثل هذه الجلسات. قُدمت ادعاءات مماثلة حول والد جيمس هولمز، الجاني المدان في حادث إطلاق النار في أورورا بولاية كولورادو عام 2012.

### الطوابع الزمنية للمواقع التذكارية
زعمت نظريات المؤامرة أن العديد من الطوابع الزمنية لتواريخ الإنشاء، وسجلات هو إيز، والذاكرة المخبأة لغوغل للعديد من المواقع التذكارية، ومواقع جمع التبرعات، وفيسبوك قد أنشئت قبل أو بعد تاريخ وقت إطلاق النار مباشرة، وبالتالي فهي «دليل» على مؤامرة أو التستر. لكن غالبًا ما تكون الطوابع الزمنية غير صحيحة، لا سيما في محركات البحث. تُنشأ بعض الطوابع الزمنية في البداية وتخصص لمحدد موقع الموارد الموحد ويعاد استخدامه بعد ذلك، مما يعني أن محدد موقع الموارد الموحد المرتبط بحدث حالي يمكن أن يكون له تاريخ أقدم بكثير.